# Librazhd (huyện)
Librazhd là một quận thuộc hạt Elbasan, Albania. Quận này có diện tích 1102 km² và dân số năm 2002 là 72520 người, mật độ 66 người/km².